# Stimmhafter uvularer Nasal
Der stimmhafte uvulare Nasal ist ein in den Sprachen der Welt selten vorkommender stimmhafter Konsonant, bei dessen Artikulation der Luftstrom im Mund durch einen Verschluss am Gaumenzäpfchen blockiert wird und stattdessen durch die Nase entweicht (sodass eben ein Nasalkonsonant entsteht).
Diesen Laut gibt es beispielsweise im Japanischen: Das sogenannte monosyllabische „n“ (in Hiragana geschrieben als „ん“, in Katakana als „ン“) wird als „ɴ“ realisiert.
- Beispiel: 自然 /sizen/ = [ɕizɛɴ] „Natur“

## Einzelbelege
1. ↑  Okada, Hideo. "Japanese." Journal of the International Phonetic Association 21.02 (1991): 94-96.

| Pulmonale Konsonanten gemäß IPA (2005) | bilabial | bilabial | labio- dental | labio- dental | dental | dental | alveolar | alveolar | post- alveolar | post- alveolar | retroflex | retroflex | palatal | palatal | velar | velar | uvular | uvular | pha- ryngal | pha- ryngal | glottal | glottal |
| --- | -------- | -------- | ------------- | ------------- | ------ | ------ | -------- | -------- | -------------- | -------------- | --------- | --------- | ------- | ------- | ----- | ----- | ------ | ------ | ----------- | ----------- | ------- | ------- |
| Pulmonale Konsonanten gemäß IPA (2005) | stl.     | sth.     | stl.          | sth.          | stl.   | sth.   | stl.     | sth.     | stl.           | sth.           | stl.      | sth.      | stl.    | sth.    | stl.  | sth.  | stl.   | sth.   | stl.        | sth.        | stl.    | sth.    |
| Plosive | p        | b        |               |               |        |        | t        | d        |                |                | ʈ         | ɖ         | c       | ɟ       | k     | ɡ     | q      | ɢ      |             |             | ʔ       |         |
| Nasale |          | m        |               | ɱ             |        |        |          | n        |                |                |           | ɳ         |         | ɲ       |       | ŋ     |        | ɴ      |             |             |         |         |
| Vibranten |          | ʙ        |               |               |        |        |          | r        |                |                |           |           |         |         |       |       |        | ʀ      |             |             |         |         |
| Taps/Flaps |          |          |               | ⱱ             |        |        |          | ɾ        |                |                |           | ɽ         |         |         |       |       |        |        |             |             |         |         |
| Frikative | ɸ        | β        | f             | v             | θ      | ð      | s        | z        | ʃ              | ʒ              | ʂ         | ʐ         | ç       | ʝ       | x     | ɣ     | χ      | ʁ      | ħ           | ʕ           | h       | ɦ       |
| laterale Frikative |          |          |               |               |        |        | ɬ        | ɮ        |                |                |           |           |         |         |       |       |        |        |             |             |         |         |
| Approximanten |          |          |               | ʋ             |        |        |          | ɹ        |                |                |           | ɻ         |         | j       |       | w¹    |        |        |             |             |         |         |
| laterale Approximanten |          |          |               |               |        |        |          | l        |                |                |           | ɭ         |         | ʎ       |       | ʟ     |        |        |             |             |         |         |
| ¹Als stimmhafter velarer Approximant (Halbvokal) wurde hier die labialisierte Variante [w] eingefügt, anstatt der nicht labialisierten Variante [ɰ]. |          |          |               |               |        |        |          |          |                |                |           |           |         |         |       |       |        |        |             |             |         |         |